# Che Guevara
Ernesto Che Guevara, född 14 juni 1928 i Rosario, Argentina, död 9 oktober 1967 i La Higuera, Bolivia, var en  marxistisk revolutionär, läkare, författare, politiker och gerillaledare. Han föddes som argentinare men blev senare kubansk medborgare.
Guevara var en av gerillakommendanterna som under Fidel Castros ledning störtade Fulgencio Batistas styre på Kuba 1959. Han fick efter maktövertagandet flera viktiga poster och deltog som samhällsdebattör och ideolog. Guevara reste senare till Kongo-Kinshasa och Bolivia för att organisera nya väpnade uppror och liknande riktade mot kolonialism, imperialism och kapitalism. I båda länderna slutade det med nederlag och han dödades i Bolivia 1967.
Guevara är en förebild för socialistiska och antiimperialistiska rörelser. Fotografiet Guerrillero Heroico som avbildar Che Guevara i basker spreds först i proteströrelser och har blivit en populärkulturell ikon, men han har också många kritiker. Många av dessa är motståndare till hans kommunistiska ideal och bruket av våld.

## Biografi

### Uppväxt
Ernesto Guevara de la Serna föddes som det första barnet av fem till Ernesto Rafael Guevara Lynch och Celia de la Serna Llosa. Han föddes i Rosario, Argentina och hans familj var av spansk-irländsk härkomst. Han skulle hela sitt liv ha problem med astma, men var en aktiv idrottsman; han spelade bland annat rugby. År 1948 påbörjade han medicinska studier vid universitetet i Buenos Aires och avlade läkarexamen 1953. År 1951 tog han en paus från sina studier och följde med en nära vän, Alberto Granado, på en resa de hade talat om i flera år, en resa genom Sydamerika på en motorcykel vid namn ”La Poderosa 2” (”Den mäktiga 2”). Guevara dokumenterade denna resa i "Dagbok från en motorcykel" (denna filmatiserades 2004, se Dagbok från en motorcykel) och under den resan fick han en närbild av fattigdomen och maktlösheten bland stora delar av folket. Det var dessa intryck som fick honom att anse att den enda utvägen ur fattigdomen för Sydamerika var en revolution. Resan bidrog också till att Guevara började se mindre på Sydamerika som flera olika nationer, utan mer som en stor kulturell och ekonomisk enhet. I Guevaras syn behövdes en (mellan länderna) gemensam strategi för att förändra situationen i denna världsdel. När han hade kommit tillbaka till Argentina avslutade han sina studier så fort som möjligt för att sedan återuppta sitt resande i Sydamerika.

### Politisk bakgrund
Che Guevara växte upp i en relativt radikal intellektuell familj av högborgerlig härkomst. Hans far Ernesto Rafael Guevara Lynch var dock bohemiskt lagd och tog sig fram med hjälp av familjearv och äventyrlig affärsverksamhet. Han hade läst till arkitekt, men hoppade av studierna innan han blev färdig. Genom faderns intresse för litteratur, poesi och politik (hemmet hade ett bibliotek på över 3000 volymer), kom Ernesto att få stor insikt i världspolitiken. Inte minst då det bland faderns bekanta fanns åtskilliga radikala veteraner från det spanska inbördeskriget.
Modern Celia de la Serna Llosa, å andra sidan, hade själv efter föräldrarnas bortgång, växt upp i en socialistisk/kommunistisk miljö hos sin äldre syster Carmen, som var gift med journalisten och poeten Cayetano Córdoba Iturburu, medlem i det argentinska kommunistpartiet och senare ordförande för det argentinska författarförbundet SADE. Hon var vänsterradikal, feminist, förkämpe för kvinnors frigörelse, och var den som hade det största inflytandet på sonen Ernesto tillsammans med hans faster Beatriz.

### ”Che”

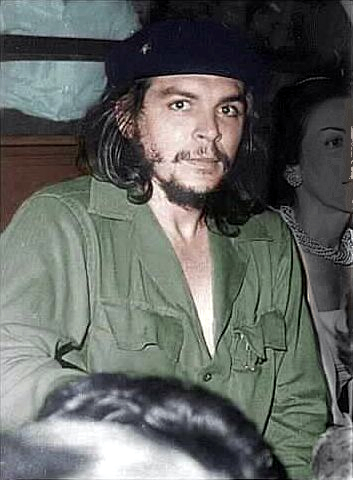
Che Guevara.

Efter att ha avslutat sina medicinska studier åkte Guevara till Guatemala, där presidenten Jacobo Arbenz Guzmán ledde ett vänsterpolitiskt parti som genom olika reformer försökte genomdriva omfattande sociala reformer. Det var under den här tiden som Guevara fick sitt berömda smeknamn, Che, vilket kommer av den argentinska slanginterjektionen "che", som ungefär betyder "hörru". År 1954 störtades Arbenz styre genom ingripande av CIA, vilket gjorde Guevara övertygad om att USA alltid skulle motarbeta vänsterpolitiska regeringar i Latinamerika och andra utvecklingsländer i världen. Detta stärkte hans övertygelse om att socialism var den enda vägen framåt för Latinamerika. Efter kuppen erbjöd sig Guevara att kämpa för socialismen, men Arbenz bad sina anhängare att fly från landet och Guevara tog sin flykt till det argentinska konsulatet.

### 26 juli-rörelsen
I juli 1955 träffade Guevara Fidel Castro och dennes bror Raúl medan de gömde sig i Mexico City där de levde i exil från Kuba. Bröderna Castro planerade att fara tillbaka till Kuba för att störta general Fulgencio Batista, som gripit makten och gjort sig själv till diktator efter presidentvalet 1952.
Guevara gick med i vad som kallades 26 juli-rörelsen. Namnet på gruppen kom från attacken mot arméförläggningen Moncada i Santiago, vilken genomförts den 26 juli 1953. 
Gruppen bestod av 81 män när Guevara gick med, alla kubaner i exil. De klev på båten Granma i Mexiko november 1956. När de först landsteg på Kuba verkade det inte som om de skulle lyckas, eftersom de kom dit i dagsljus och blev upptäckta av det kubanska flygvapnet. Gruppen splittrades i två delar, och de vandrade i två dagar utan proviant, innan de lyckades omgruppera sig. De påbörjade en vandring mot bergsområdet vid Sierra Maestra när de mötte den kubanska armén, vilket resulterade i en lätt nackskada för Guevara. Bara 12 av de 82 rebellerna överlevde denna attack, som blev början till Guevaras övergång från läkare till soldat. Genom sin skicklighet i strid, sitt mod och sin hänsynslöshet blev Guevara snart Castros närmaste man och inom några månader hade Guevara stigit till den högsta graden, commandante. Guevara hade under denna tid också blivit en nära vän med soldaten Camilo Cienfuegos.
Gerillakriget varade i två år innan revolutionärerna segrade i januari 1959 efter att Batista hade flytt landet på nyårsafton. Rörelsens trupp marscherade in i Havanna där arbetarna utlyst generalstrejk för att stödja dem. Efter revolutionen bildade 26 juli-rörelsen tillsammans med andra grupper "Den kubanska revolutionens enade parti" vilket senare döptes om till "Det kubanska kommunistiska partiet".

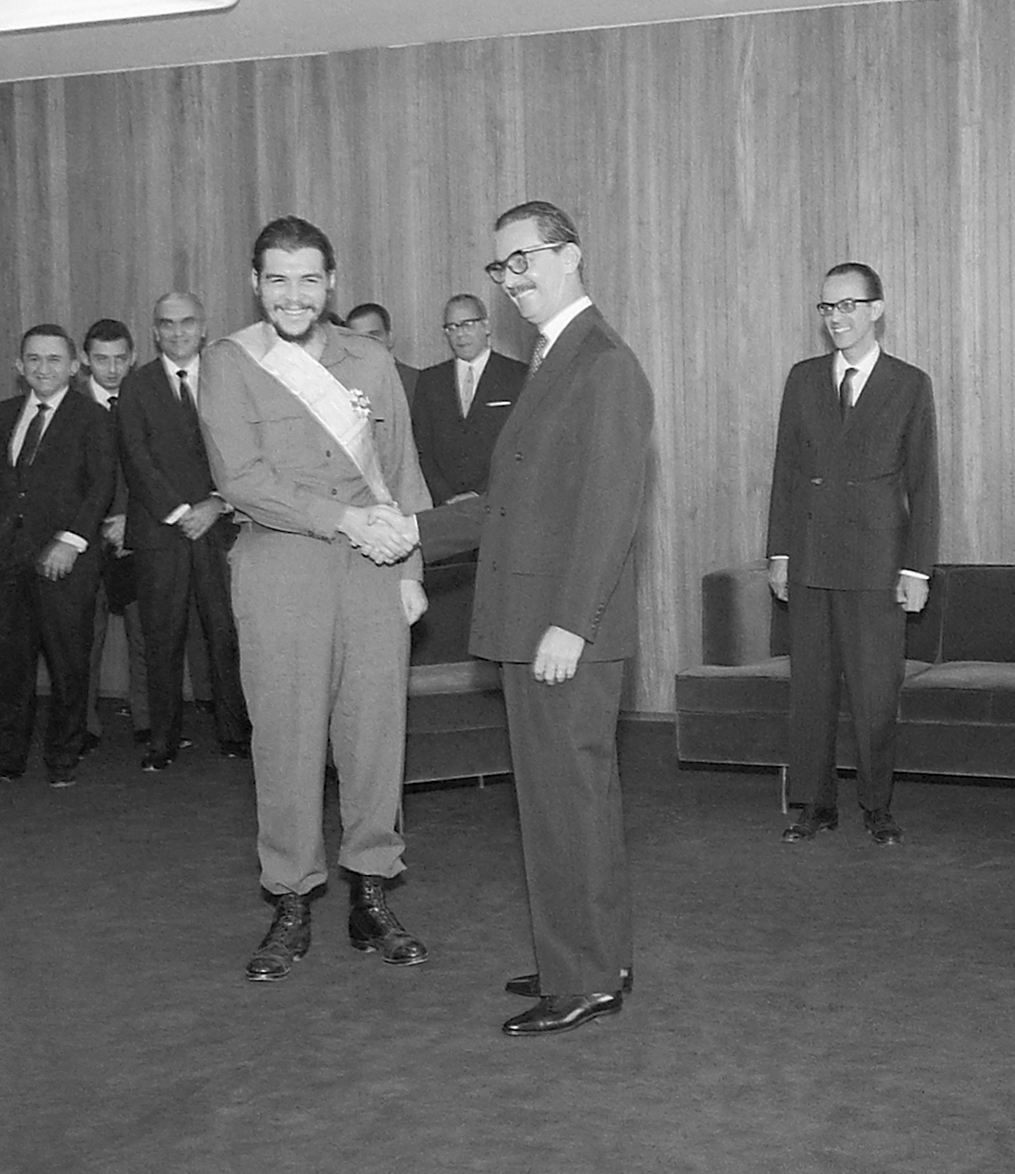
Den brasilianska presidenten Jânio Quadros dekorerar Che Guevara, 1961.

### Revolutionens regering
Efter att Castro och revolutionärerna gripit makten utsågs Guevara till fängelseintendent på fängelset La Cabaña, och under sina fem månader där, 2 januari till 12 juni 1959, satt Guevara med i revolutionsdomstolarna där Batistas anhängare dömdes. Enligt Orlando Borrego, Guevaras bokhållare, ”sköts ingen för att ha slagit en fånge, men om det förekommit extrem tortyr, mord och död så dömdes de till döden ... Hela fallet analyserades, alla vittnen hördes och de dödas eller torterades släktingar kom dit eller också kom den som själv torterats. Genom att visa upp sin kropp kunde han avslöja all tortyr han genomgått.” Varje kväll gick Che igenom fallen tillsammans med domarna, men när han redogjorde för sin roll vid rättegångarna för några fientligt inställda intervjuare från Kubas television förklarade han att han aldrig personligen deltog i dem eller träffade de anklagade.
Che Guevara var vakt över fångar som sågs som fiender till Castros regim i fängelset La Cabaña, där enligt vissa uppgifter ett par hundra fångar skall ha avrättats under hans befäl. Man beräknar att mellan 400 och 700 personer avrättades under Guevaras befäl, men det finns även uppgifter som gör gällande att det rör sig om tusentals personer.
Efter att ha varit polisintendent vid La Cabaña-fängelset blev Guevara en ämbetsman vid Det Nationella institutetet för jordreform, chef för Kubas nationella bank och industriminister. Guevara var en nyckelperson i placeringen av sovjetiska kärnvapenmissiler på Kuba, vilket ledde till Kubakrisen.

### Tillfångatagande och avrättning

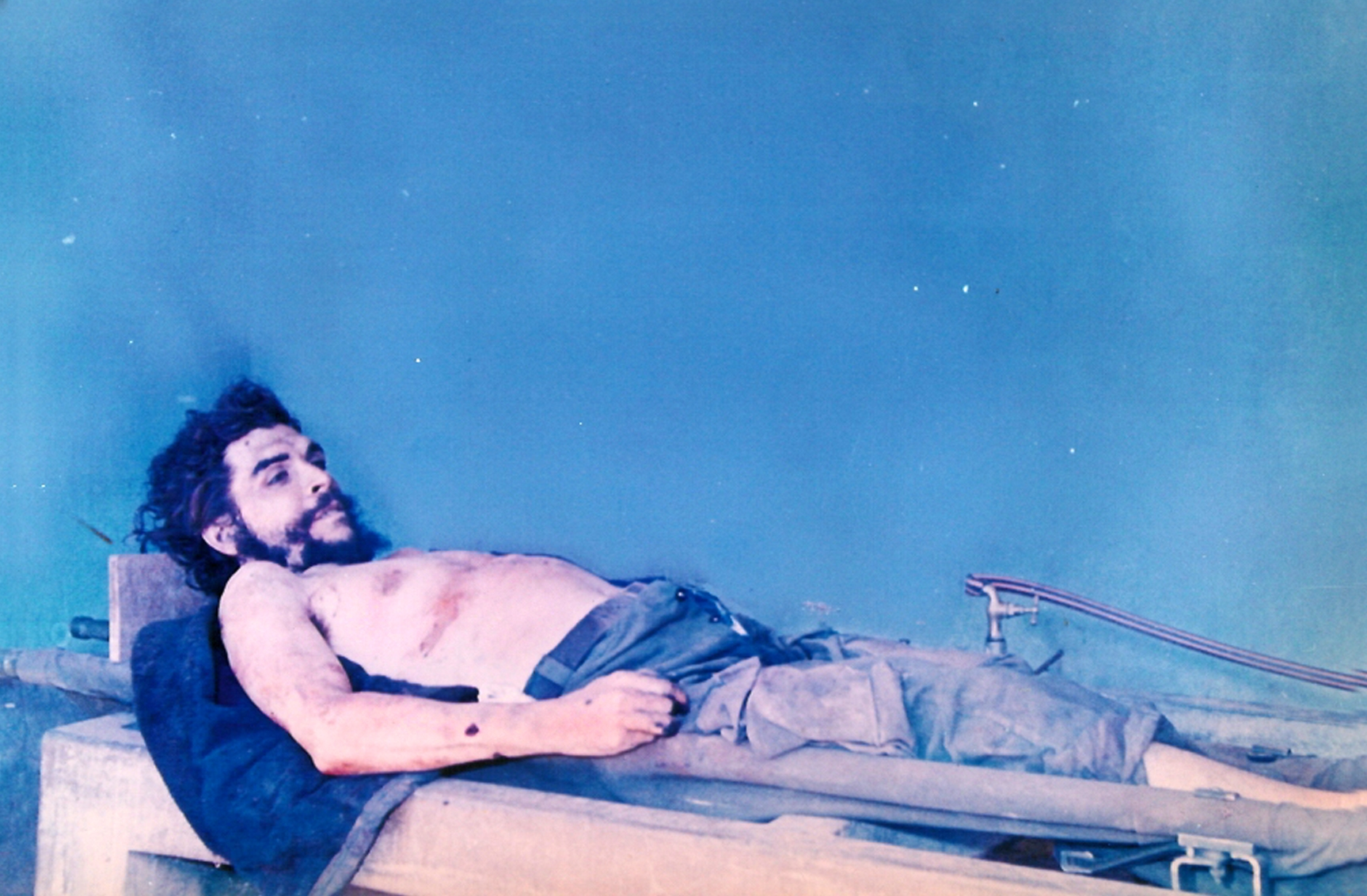
Che Guevaras döda kropp.

År 1965 for Guevara till Bolivia för att starta en socialistisk revolution även där. Hans uppehållsort förblev hemlig i två år, tills den bolivianska armén i september 1967 lyckades lokalisera och döda två grupper ur Guevaras gerilla, en gerilla som i början bestod av runt 120 personer. Guevaras försök till att störta den rådande samhällsordningen misslyckades på grund av hans felberäkning av det bolivianska stödet för kommunism. Guevara trodde att han skulle anfalla en dåligt tränad boliviansk armé men han upptäckte att USA hade ställt upp på de angripnas sida och hade skickat ned CIA-agenter för att bistå den bolivianska regimen. Guevara trodde att bolivianerna skulle välkomna honom som en befriare och att det Moskvastyrda kommunistiska partiet i Bolivia skulle stödja honom, något som inte var fallet.
Bolivianerna fick reda på gerillans uppehållsort genom en uppgiftslämnare; enligt filmen Sacrificio - Vem förrådde Che Guevara? skulle detta varit den franske filosofen Régis Debray. Den 8 oktober omringades lägret och Guevara blev tillfångatagen, när han ledde en patrull i närheten av La Higuera. Han gav upp efter att ha blivit sårad i benet och hans gevär förstörts av en kula. Efter att ha överlagt med CIA beordrade Bolivias president René Barrientos att Guevara summariskt skulle avrättas utan föregående rättegång. Guevara fördes till en gammal skola, och dagen därpå klockan 13.10 lokal tid avrättades han av sergeant Mario Terán med nio skott; fem skott i benet, ett i höger skuldra och arm, ett i bröstet och slutligen ett i halsen.
Félix Rodríguez, CIA-agenten som hade lett jakten på Guevara i Bolivia, stal Guevaras Rolex (som han visade upp vid flera intervjuer senare), samt andra personliga föremål som ”jakttroféer”. De bolivianska myndigheterna gick den 11 oktober ut med att Guevara hade blivit skjuten och dödad när gerillan hade mött regeringens trupper den 9 oktober. Den 15 oktober erkände Castro att Guevara var död och utlyste tre dagars sorg. Guevaras död ansågs vara ett hårt slag för Sydamerikas socialistiska revolution.
År 1997 grävdes Guevaras kvarlevor upp och undergick DNA-test, varefter de skickades tillbaka till Kuba. Den 12 juli 1997 begravdes hans skelett på nytt i staden Santa Clara, platsen där han definitivt gav seger åt rebellerna under den kubanska revolutionen.